# آندری روبلف (فیلم)
آندری روبلوف (به روسی: Андрей Рублёв) فیلمی در ژانر درام تاریخی به کارگردانی آندری تارکوفسکی محصول ۱۹۶۶ اتحاد جماهیر شوروی سابق است. فیلم برداشتی آزاد از زندگی آندری روبلف، نقاش مشهور روسی دوره رنسانس است.